# Fernande Caroen
Fernande Caroen   (Oostende, 27 de juliol de 1920 - Oostende, 16 d'abril de 1998) va ser una nedadora belga que va competir durant les dècades de 1930 i 1940.
El 1948 va prendre part en els Jocs Olímpics de Londres, on va disputar tres proves del programa de natació. Fou quarta en la prova dels 400 metres lliures, mentre en les altres dues proves quedà eliminada en sèries.
En el seu palmarès destaquen dues medalles de bronze en els 400 metres lliures del Campionat d'Europa de natació de 1938 i 1947.